# Jean-Claude Plourde
Jean-Claude Plourde, né le 21 octobre 1933 à Saint-Jérôme et mort le 27 février 2016 à Montréal, est un avocat et homme politique québécois.

## Biographie
De 1960 à 1962, il est député de Roberval à l'Assemblée législative du Québec.